# Funkcja Cantora

Wykres funkcji Cantora

Funkcja Cantora (zwana również diabelskimi schodami), nazwana od Georga Cantora, jest jednym z przykładów funkcji osobliwej, czyli funkcji ciągłej, ale nie bezwzględnie ciągłej.
Formalnie funkcję Cantora {\displaystyle c(x)\colon [0,1]\to [0,1]} definiuje się następująco:
1. Wyrażamy {\displaystyle x} w systemie liczbowym o podstawie 3.
2. Jeśli występuje przynajmniej jedna jedynka, to wszystkie cyfry po pierwszej jedynce zamieniamy na zera.
3. Zamieniamy wszystkie dwójki na jedynki.
4. Interpretujemy wynik jak liczbę dwójkową.

Przykłady:
- 1/4 staje się 0,02020202... w systemie o podstawie 3; ponieważ nie występuje tu cyfra 1, w kolejnym kroku mamy nadal 0,02020202...; przepisujemy to na 0,01010101...; czytając to jako liczbę o podstawie 2 dostajemy 1/3, zatem {\displaystyle c}(1/4) = 1/3.
- 1/5 staje się 0,01210121... w systemie o podstawie 3; wszystkie cyfry po pierwszej 1 zamieniamy na 0, co daje 0,01000000...; przepisujemy to na 0,01000000...; czytając to jako liczbę o podstawie 2 dostajemy 1/4, zatem {\displaystyle c}(1/5) = 1/4.

## Właściwości
Funkcja Cantora jest wyzwaniem dla naiwnego intuicyjnego pojmowania ciągłości funkcji oraz pojęcia miary. Pomimo iż jest ona wszędzie ciągła i prawie wszędzie posiada zerową pochodną, {\displaystyle c} przechodzi od 0 do 1 w miarę jak {\displaystyle x} przechodzi od 0 do 1, i przyjmuje każdą wartość pośrednią. Funkcja Cantora jest najczęściej podawanym przykładem funkcji rzeczywistej, która jest jednostajnie ciągła (a więc ciągła), lecz nie bezwzględnie ciągła. Nie posiada ona bowiem pochodnej w żadnym punkcie zbioru Cantora, jest stała w przedziałach postaci {\displaystyle (0.x_{1}x_{2}x_{3}\dots x_{n}022222\dots ,} {\displaystyle 0.x_{1}x_{2}x_{3}\dots x_{n}200000\dots ),} a każdy punkt nienależący do zbioru Cantora leży w jednym z tych przedziałów. Tak więc jej pochodna jest równa 0 poza zbiorem Cantora.
Po rozszerzeniu wartości 0 zero z lewej i 1 z prawej, funkcja ta staje się dystrybuantą prawdopodobieństwa zmiennej losowej równomiernie rozłożonej nad zbiorem Cantora. Taki rozkład prawdopodobieństwa (zwany rozkładem Cantora) nie posiada żadnej dyskretnej składowej. To znaczy, że miara jej odpowiadająca jest bezatomowa. Dlatego też nie ma przeskoków nieciągłości w funkcji; każdy taki przeskok odpowiadałby atomowi w mierze. Jednakże żaden z niestałych fragmentów rozkładu Cantora nie może być również przedstawiony jako całka funkcji gęstości prawdopodobieństwa. Całkując dowolną funkcję gęstości prawdopodobieństwa, która nie jest prawie wszędzie równa zero, na dowolnym przedziale, da nam dodatnie prawdopodobieństwo dla pewnego przedziału, któremu rozkład Cantora przydziela prawdopodobieństwo zerowe.
Funkcja Cantora jest klasycznym przykładem funkcji osobliwej.
Funkcja Cantora jest funkcją monotonicznie niemalejącą, co pociąga za sobą, że jej wykres jest krzywą prostowalną. Długość łuku wykresu wynosi 2.

## Inne definicje

### Konstrukcja iteracyjna
Poniżej definiujemy ciąg funkcji {\displaystyle \{f_{n}\}} na przedziale jednostkowym, zbieżny do funkcji Cantora.
Niech {\displaystyle f_{0}(x)=x.}
Następnie dla każdej liczby całkowitej {\displaystyle n\geqslant 0,} kolejną funkcję {\displaystyle f_{n+1}(x)} wyrażamy za pomocą {\displaystyle f_{n}(x)} następująco:
{\displaystyle f_{n+1}(x)=\left\{{\begin{array}{l}{\dfrac {1}{2}}f_{n}(3x)&{\textrm {gdy}}&0\leqslant x<1/3\\{\dfrac {1}{2}}&{\textrm {gdy}}&1/3\leqslant x<2/3\\{\dfrac {1}{2}}+{\dfrac {1}{2}}f_{n}(3x-2)&{\textrm {gdy}}&2/3\leqslant x\leqslant 1\end{array}}\right..}
Powyższe trzy przyporządkowania są zgodne w punktach granicznych 1/3 oraz 2/3, gdyż {\displaystyle f_{n}(0)=0} i {\displaystyle f_{n}(1)=1} dla każdego {\displaystyle n,} poprzez indukcję. Można sprawdzić, że {\displaystyle f_{n}} jest zbieżne punktowo do funkcji Cantora zdefiniowanej powyżej. Ponadto zbieżność ta jest jednostajna. W szczególności rozdzielając na trzy przypadki zgodnie z definicją dla {\displaystyle f_{n+1}} dostrzegamy, że:
{\displaystyle \max _{x\in [0,1]}|f_{n+1}(x)-f_{n}(x)|\leqslant {\frac {1}{2}}\,\max _{x\in [0,1]}|f_{n}(x)-f_{n-1}(x)|,\quad n\geqslant 1.}
Jeśli {\displaystyle f} oznacza funkcję graniczną, to wnioskujemy, że dla każdego {\displaystyle n\geqslant 0}
{\displaystyle \max _{x\in [0,1]}|f(x)-f_{n}(x)|\leqslant 2^{-n+1}\,\max _{x\in [0,1]}|f_{1}(x)-f_{0}(x)|.}
Ponadto zwrócić należy uwagę, że wybór funkcji początkowej nie jest istotny, zakładając że {\displaystyle f_{0}(0)=0,} {\displaystyle f_{0}(1)=1} oraz {\displaystyle f_{0}} jest ograniczona.

### Objętość fraktalna
Funkcja Cantora jest blisko spokrewniona ze zbiorem Cantora. Zbiór Cantora {\displaystyle C} może zostać określony jako zbiór tych liczb przedziału [0, 1], które nie zawierają cyfry 1 w rozwinięciu trójkowym (z wyjątkiem liczb zawierających tylko jedną cyfrę 1, po której występują same 0; można wtedy ciąg cyfr 1000... zastąpić ciągiem 0222..., co pozwoli pozbyć się jedynek bez zmiany wartości liczby). Okazuje się, że zbiór Cantora jest fraktalem z (nieprzeliczalnie) nieskończenie wieloma punktami (zero-wymiarową objętością), lecz długości zerowej (jedno-wymiarową objętością). Tylko D-wymiarowa objętość {\displaystyle H_{D}} (w sensie miary Hausdorffa) przyjmuje wartość skończoną niezerową, gdzie {\displaystyle D=\log(2)/\log(3)} jest wymiarem fraktalnym {\displaystyle C.} Można by zdefiniować funkcję Cantora jako D-wymiarową objętość przedziałów zbioru Cantora: {\displaystyle c(x)=H_{D}(C\cap (0,x)).}

## Uogólnienia
Niech
{\displaystyle y=\sum _{k=1}^{\infty }b_{k}2^{-k}}
będzie dwójkowym rozwinięciem liczby rzeczywistej {\displaystyle 0\leqslant y\leqslant 1} za pomocą cyfr dwójkowych {\displaystyle b_{k}=\{0,1\}.} Rozpatrzmy następującą funkcję:
{\displaystyle C_{z}(y)=\sum _{k=1}^{\infty }b_{k}z^{k}.}
Dla {\displaystyle z=1/3,} funkcja odwrotna do funkcji {\displaystyle x=(2/3)C_{1/3}(y)} to funkcja Cantora. Tak więc, {\displaystyle y=y(x)} jest funkcją Cantora. Ogólnie dla każdego {\displaystyle z<1/2,} {\displaystyle C_{z}(y)} wygląda jak funkcja Cantora przewrócona na bok, przy czym szerokość stopni rośnie wraz z tym jak {\displaystyle z} zbliża się do zera.
Funkcja pytajnika Minkowskiego z wyglądu przypomina funkcję Cantora, robiąc wrażenie „wygładzonej” funkcji Cantora. Można ją skonstruować przechodząc z rozwinięcia liczby w ułamek łańcuchowy do rozwinięcia dwójkowego, podobnie jak funkcję Cantora można skonstruować przechodząc z trójkowego rozwinięcia na dwójkowe rozwinięcie. Funkcja pytajnika posiada tę ciekawą cechę, że jej pochodna zanika dla wszystkich liczb wymiernych.